# Kadidiatou Diani
Kadidiatou Diani (ur. 1 kwietnia 1995 roku w Ivry-sur-Seine) – francuska piłkarka pochodzenia malijskiego występująca na pozycji napastniczki w klubie Olympique Lyon oraz Reprezentacji Francji. 

## Kariera klubowa
Karierę seniorską zaczęła w klubie Paris FC.  
W 2017 przeniosła się do klubu Paris Saint-Germain. Z klubem tym zdobyła Mistrzostwo Francji w sezonie 2020/21, a także dwa puchary Francji w sezonach 2017/18 i 2021/22. 
W 2023 roku na zasadzie wolnego transferu podpisała kontrakt z klubem Olympique Lyon.  

## Kariera reprezentacyjna
Diani grała dla kilku reprezentacji młodzieżowych, zaczynając w 2010 roku od reprezentacji do lat 17. W tej kadrze brała udział w Mistrzostwach Świata U-17 kobiet w 2012 roku w Azerbejdżanie. Podczas tego turnieju strzeliła 4 gole, natomiast Francja zdobyła tytuł mistrzowski. Brała udział w Mistrzostwach Świata U-20 w 2014 roku w Kanadzie. Strzeliła na nim jednego gola w meczu przeciwko Nowej Zelandii. Francja zajęła na tych mistrzostwach trzecie miejsce.  
Od 2014 roku gra dla seniorskiej reprezentacji Francji. Była w składzie reprezentacji podczas Mistrzostw Europy 2017.  
Grała na Mistrzostwach Świata 2019 rozgrywanych we Francji.  
W Mistrzostwach Europy 2022 strzeliła jednego gola w meczu przeciwko Belgii wygranym przez Francję 2:1. Podczas tego turnieju Francja przegrała w półfinale z Niemcami 2:1, w którzym Diani zagrała cały mecz, zaś Francja zdobyła gola po samobójczym trafieniu Merle Frohms.  
Zagrała w Mistrzostwach Świata 2023. Podczas tego turnieju strzeliła 4 gole i zaliczyła 3 asysty. Strzeliła hat-tricka w wygranym 6:3 meczu z Panamą. 

## Sukcesy
Paris Saint Germain
- Mistrzostwo Francji: 2020/21
- Puchar Francji: 2017/18, 2021/22

Indywidualne
- Zawodniczka sezonu Division 1 Féminine: 2020/21
- Srebrny But Mistrzostw Świata: 2023